# Onthophagus lilliputanus
Onthophagus lilliputanus là một loài bọ cánh cứng trong họ Bọ hung (Scarabaeidae).